# Cissus subaphylla
Cissus subaphylla es un arbusto bajo perteneciente a la familia Vitaceae, endémica de la isla yemení de Socotra.

## Hábitat
La planta crece principalmente en áreas secas y bajas en los abanicos aluviales o en laderas de piedra caliza, y rara vez se encuentra por encima de los 300 m s. n. m. (metros sobre el nivel del mar), donde se sustituye por Cissus hamaderohensis. No tiene el hábito trepador de otras especies de Cissus, y sus tallos son aplanados y de color gris-verde, con hojas y flores relativamente pequeñas. Las esteras enredadas de C. subaphylla actúan como una cubierta protectora para las plantas consumidas regularmente por las cabras y otros animales de pastoreo; la planta es, por tanto, importante en la rehabilitación de especies tales como Dendrosicyos, Maerua y Commiphora.

## Distribución

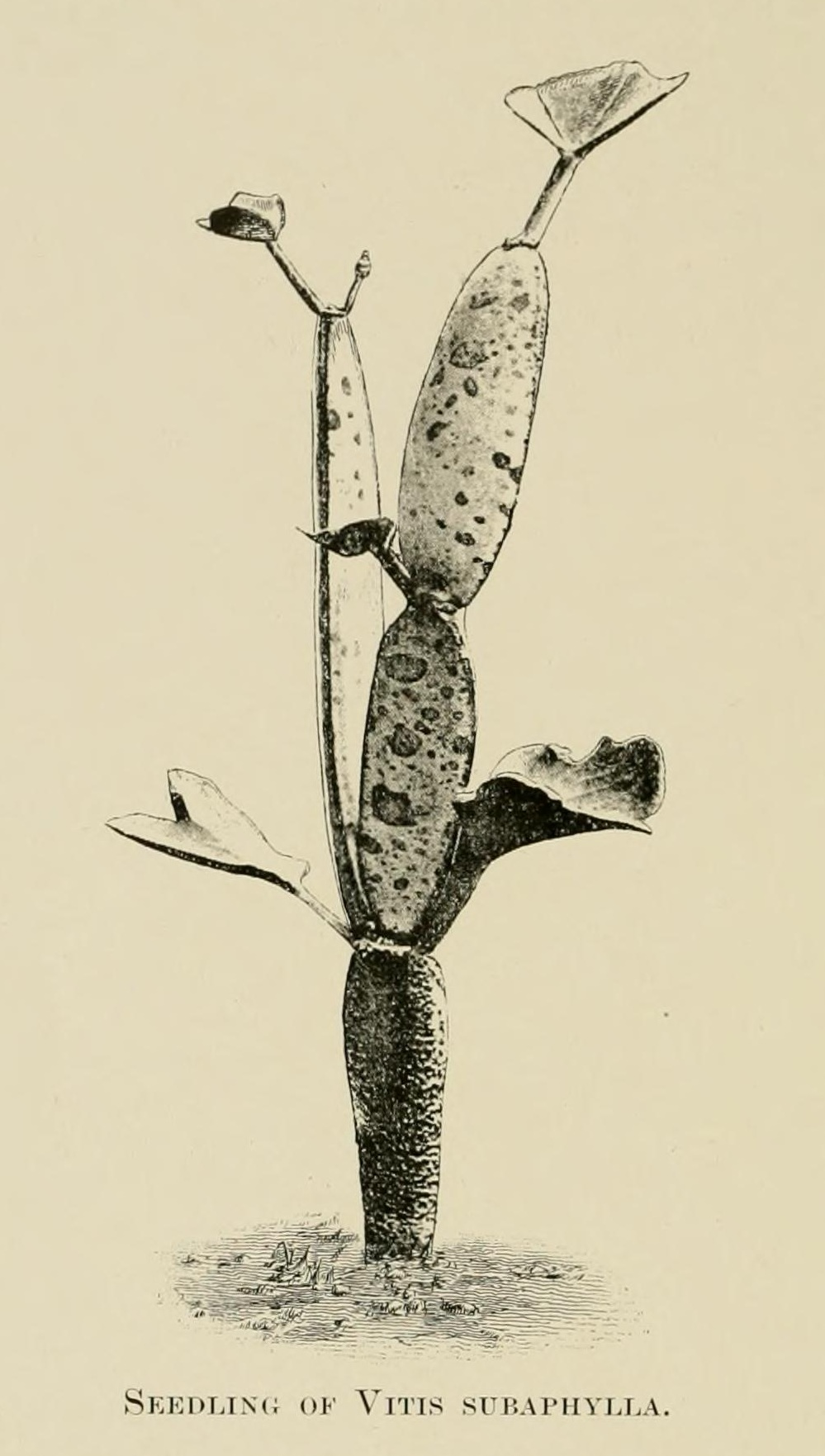
Ilustración de 1903 de C. subaphylla.

Cissus subaphylla  es una de las especies de plantas dominantes que se encuentran en las llanuras costeras de Socotra y las bajas montañas del interior. Crece en particular asociación con  Salvadora persica y Croton socotranus, y también se encuentra con Jatropha unicostata, Pulicaria stephanocarpa, Dendrosicyos socotrana, y Adenium obesum subsp. sokotranum. Alrededor de 270 de 828 especies de plantas conocidas de la isla son endémicas.

## Estado de conservación
La vida vegetal en Socotra está críticamente amenazada: de 216 especies de plantas conocidas endémicas de Socotra y su vecina Abd al Kuri, se cree que 132 están amenazadas, y de éstas, 85 se enfrentan a la extinción inmediata. Esta situación es el resultado directo del ganado que se introdujo a la isla, cuya flora nunca había sido objeto de pastoreo de grandes mamíferos y, por tanto, no ha tenido tiempo para evolucionar para adoptar cualquier tipo de defensa.

## Taxonomía
Cissus subaphylla fue descrita por (Balf.f.) Planch. y publicado en Monographiae Phanerogamarum 5(2): 511. 1887.
Sinonimia
- Vitis subaphylla Balf. f.[5]